# Javier Díaz Dueñas
Francisco Javier Díaz Dueñas (n. 26 de septiembre de 1951) es un actor mexicano. Ha participado como escritor, guionista y dramaturgo en diversos programas, obras de teatro y eventos diversos. Así como músico en las composiciones originales para obras musicales.

## Biografía
Nacido en la Ciudad de México, estudió la carrera de Literatura Dramática y Teatro, en la Facultad de Filosofía y Letras de la Universidad Nacional Autónoma de México.
Ha destacado como actor y director, a lo largo de 48 años, en los que ha participado en más de 50 obras teatrales, obteniendo premios de la crítica especializada: Evita, La Pasión de Cristo, Los Tres Mosqueteros, Cats, La jaula de las locas, Calígula, Fausto, Un Tipo con Suerte, Molière, el musical Ciudad Blanca y Frida, un canto a la vida; en todas ellas interpretando papeles protagónicos.
En televisión tiene una experiencia de más de 40 años, participando como guionista, director de escena, director de cámaras, actor en roles estelares y protagónicos, así como productor ejecutivo de varias telenovelas, series dramatizadas y programas unitarios.
También se ha desempeñado como actor en cine en películas como Oye Salomé, Sangre derramada, actuación estelar en La hija del caníbal, en El búfalo de la noche (adaptación de la novela de Guillermo Arriaga), Crímenes de lujuria y en Cinco de mayo, la batalla.
En 2010, 2011 y 2012, participó en la obra Las meninas, tanto en México como en gira por Europa, representando a México. Además de su participación estelar en la obra Cock, en el Teatro de los Insurgentes, al lado de Diego Luna y Chema Yázpik. En 2013 actuó al lado de Héctor Bonilla y Bruno Bichir en la obra Éxito a cualquier precio (de David Mamet).
Participaciones más recientes: su participación como actor en la serie para HBO Latinoamérica Capadocia y la telenovela Mientras haya vida; así como su actuación protagónica en la serie de televisión Proyecto XY (3 temporadas 2010, 2011 y 2012) y Los Minondo, para Once TV México; además de participar como actor estelar en las telenovelas Pobre diabla, La loba y Prófugas del destino (Azteca 13), así como en varios programas unitarios (Lo que callamos las mujeres y Cada quien su santo). Fue actor estelar en la teleserie Bajo el alma y La Teniente, producción especial de Azteca Siete.
En 2013 destaca en televisión en La patrona, en el papel de El Tigre Suárez, como padre de Araceli Arámbula; y en la serie de televisión de Telemundo más vista de la historia de TV de habla hispana El señor de los cielos, como Don Cleto. Posteriormente interpreta al villano El Tiburón Lomelí en la telenovela de TV Azteca Hombre tenías que ser. En 2014 participa nuevamente en una teleserie para Telemundo, interpretando al antagonista Radamés Echeverría en Los miserables.

## Filmografía

### Dirección
- Balada por un amor (1989/90) (director de escena adjunto)
- Rivales por accidente (1997) (director de escena)
- Golpe bajo (2000) (director de escena adjunto)

### Películas
- La hija del caníbal (2003)
- Crímenes de lujuria (2005)
- El búfalo de la noche (2007)
- Cinco de mayo, la batalla (2011)
- La gran seducción (2023; no acreditado) - señor Hernández[1]

### Telenovelas y series
- Los años felices (1984) - Contador
- Juana Iris (1985) - Lic. Castañeira
- Martín Garatuza (1986) - Virrey
- El cristal empañado (1987) - Leopoldo
- Balada por un amor (1990)-
- Mi pequeña Soledad (1990)-
- Bajo un mismo rostro (1995)
- La antorcha encendida (1996) - Pedro Moreno
- Morir dos veces (1996) - Mauricio 'Maru'
- Rivales por accidente (1997) - Jorge
- La chacala (1998)
- Pobre diabla (2009) - Padre Vicente "Chente" Rocha
- XY. La revista  (2009-2012) - Luis Quitaño
- La loba (2010) - Samuel Montemayor
- Drenaje profundo (2010)
- Bajo el alma (2011) - Ignacio
- Hombre tenías que ser (2013) - Emiliano "El Tiburón" Lomeli
- El señor de los cielos (2013) - Don Anacleto "Don Cleto" Letrán
- La patrona (2013) - Tomás 'Tigre' Suárez
- Los miserables (2014-2015) - Radamés Echeverría
- El Chema (2016) - Anacleto "don Cleto" Letrán
- Entre correr y vivir (2016) - Don Pedro Rodríguez Quijada
- Eva la Trailera (2016) - Martín Contreras
- Perseguidos (2016-2017) - General Segovia
- Su nombre era Dolores (2017) - Pete Salgado
- Las malcriadas (2017-2018) - Dr. Julián Puga del Bosque
- Un extraño enemigo (2018) - Lic. Emilio Martínez Manatou 8 caps.
- Sitiados (2018) - El Gobernador
- Yankee (2019) - Don Choche
- La suerte de Loli (2021) - Domingo Aguilar
- Donde hubo fuego  - Elias Solorzano
- Lo que callamos las mujeres (2023) - Gamaliel
- El Conde: amor y honor (2024) - Leopoldo Villarreal[2]
- Un día para vivir (2024) - Heriberto[3]